# Hahnia mridulae
Hahnia mridulae är en spindelart som beskrevs av Benoy Krishna Tikader 1970. Hahnia mridulae ingår i släktet Hahnia och familjen panflöjtsspindlar. Inga underarter finns listade i Catalogue of Life.